# Florida Cup 2018
La Florida Cup 2018 fue la cuarta edición de este torneo amistoso de fútbol, disputado por
ocho equipos de los cuales para esta edición contó con 3 equipos brasileños (Fluminense, Corinthians, Atlético Mineiro), un colombiano (Atlético Nacional), un ecuatoriano (Barcelona), un neerlandés (PSV Eindhoven), un escocés (Rangers) y un polaco (Legia Varsovia). Los partidos fueron disputados en los estadios Orlando City Stadium y Spectrum Stadium de la ciudad de Orlando, el estadio Central Broward Park de Lauderhill y el Al Lang Stadium de San Petersburgo.

## Formato de juego
Para la edición de 2018 el formato fue el mismo que fue utilizado en la edición de la  Florida Cup 2016. Cada club disputó dos únicos partidos, transcurriendo así el certamen hasta que todos los equipos hayan jugado sus 2 respectivos encuentros. Tras finalizar esta seguidilla de partidos, se determinará al campeón  del torneo mediante los puntos acumulados durante el torneo; si 2 o más clubes empatan en puntos acumulados, se recurrirá a la  diferencia de goles como primer ítem de desempate.

## Participantes
| Equipos participantes | Equipos participantes | Equipos participantes | Equipos participantes |
| --------------------- | --------------------- | --------------------- | --------------------- |
| Atlético Nacional     | Corinthians           | Legia Varsovia        |                       |
| Atlético Mineiro      | Fluminense            | PSV Eindhoven         |                       |
| Barcelona             | Rangers F.C.          |                       |                       |

## Partidos
| 10 de enero de 2018, 19:00 | Corinthians                                                         | 1:1 (1:0) (5:4 p.)         | PSV Eindhoven                             | Orlando City Stadium, Orlando |                               |
|                            | Rodriguinho 23'                                                     |                            | Lammers 90+3'                             | Árbitro(s): Jonathan Bilinski | Árbitro(s): Jonathan Bilinski |
|                            |                                                                     | Tiros desde el punto penal |                                           |                               |                               |
|                            | Junior Dutra · Fellipe Bastos · Maycon · Camacho · Giovanni Augusto |                            | Maher · Schwaab · Lammers · Arias · Malen |                               |                               |

| 11 de enero de 2018, 19:00 | Atlético Mineiro | 0:1 (0:0) | Rangers     | Orlando City Stadium, Orlando |                            |
|                            |                  |           | Windass 68' | Árbitro(s): Andrew Musashe    | Árbitro(s): Andrew Musashe |

| 12 de enero de 2018, 19:00 | PSV Eindhoven                               | 1:1 (1:0) (5:4 p.)         | Fluminense                                           | Spectrum Stadium, Orlando  |                            |
|                            | Lammers 41'                                 |                            | Robinho 90+2'                                        | Árbitro(s): Esteban Rosano | Árbitro(s): Esteban Rosano |
|                            |                                             | Tiros desde el punto penal |                                                      |                            |                            |
|                            | Lozano · Obispo · Hendrix · Malen · Pereiro |                            | Robinho · Pedro · Jadson · Romarinho · Renato Chaves |                            |                            |

| 13 de enero de 2018, 13:00 | Rangers                                        | 4:2 (0:2) | Corinthians                 | Spectrum Stadium, Orlando     |                               |
|                            | Morelos 63' 77' · Halliday 71' · Tavernier 82' |           | Rodriguinho 31' · Kazim 40' | Árbitro(s): Jonathan Bilinski | Árbitro(s): Jonathan Bilinski |

| 13 de enero de 2018, 15:00 | Barcelona                                   | 3:2 (3:1) | Legia Varsovia         | Central Broward Park, Lauderhill |                                |
|                            | Caicedo 18' · Nahuelpán 21' · Esterilla 27' |           | Niezgoda 7' · Rémy 90' | Árbitro(s): Andres Pfefferkorn   | Árbitro(s): Andres Pfefferkorn |

| 14 de enero de 2018, 13:00 | Atlético Nacional         | 2:0 (1:0) | Atlético Mineiro | Spectrum Stadium, Orlando |                           |
|                            | Rentería 38' · Lucumí 71' | Reporte   |                  | Árbitro(s): Brandon Artis | Árbitro(s): Brandon Artis |

| 15 de enero de 2018, 16:00 | Fluminense        | 1:3 (1:0) | Barcelona                           | Spectrum Stadium, Orlando  |                            |
|                            | Marcos Júnior 23' |           | Betancourt 57' 64' · Castillo 90+4' | Árbitro(s): Andrew Musashe | Árbitro(s): Andrew Musashe |

| 20 de enero de 2018, 18:00 | Legia Varsovia | 0:2 (0:2) | Atlético Nacional | Al Lang Stadium, San Petersburgo |                                |
|                            |                | Reporte   | Ramírez 36' 42'   | Árbitro(s): Guido Gonzalez Jr.   | Árbitro(s): Guido Gonzalez Jr. |

### Clasificación
Se le otorgan 3 puntos al equipo ganador. Si hay empate entre los dos clubes durante los 90 minutos, se le otorga 1 punto a cada equipo y luego se procederá a una tanda de penales para definir a quién se le otorgará el punto restante. 

#### Por clubes
| Pos. | Club              | Pts | PJ | G | VP | DP | P | GF | GC | Dif |
| ---- | ----------------- | --- | -- | - | -- | -- | - | -- | -- | --- |
| 1°   | Atlético Nacional | 6   | 2  | 2 | 0  | 0  | 0 | 4  | 0  | 4   |
| 2°   | Barcelona         | 6   | 2  | 2 | 0  | 0  | 0 | 6  | 3  | 3   |
| 3°   | Rangers           | 6   | 2  | 2 | 0  | 0  | 0 | 5  | 2  | 3   |
| 4°   | PSV Eindhoven     | 3   | 2  | 0 | 1  | 1  | 0 | 2  | 2  | 0   |
| 5°   | Corinthians       | 2   | 2  | 0 | 1  | 0  | 1 | 3  | 5  | -2  |
| 6°   | Fluminense        | 1   | 2  | 0 | 0  | 1  | 1 | 2  | 4  | -2  |
| 7°   | Legia Varsovia    | 0   | 2  | 0 | 0  | 0  | 2 | 2  | 5  | -3  |
| 8°   | Atlético Mineiro  | 0   | 2  | 0 | 0  | 0  | 2 | 0  | 3  | -3  |

Pts.= Puntos; PJ= Partidos jugados; G= Partidos ganados; VP= Victoria por penales; DP= Derrota por penales; P= Partidos perdidos; GF= Goles a favor; GC= Goles en contra; Dif.= Diferencia de gol.
| Florida Cup 2018                      |
| ------------------------------------- |
| Atlético Nacional Campeón (1° título) |

#### Por país
| Pos. | País         | Pts | PJ | G | VP | DP | P | GF | GC | Dif |
| ---- | ------------ | --- | -- | - | -- | -- | - | -- | -- | --- |
| 1°   | Colombia     | 6   | 2  | 2 | 0  | 0  | 0 | 4  | 0  | 4   |
| 2°   | Ecuador      | 6   | 2  | 2 | 0  | 0  | 0 | 6  | 3  | 3   |
| 3°   | Escocia      | 6   | 2  | 2 | 0  | 0  | 0 | 5  | 2  | 3   |
| 4°   | Países Bajos | 3   | 2  | 0 | 1  | 1  | 0 | 2  | 2  | 0   |
| 5°   | Brasil       | 3   | 6  | 0 | 1  | 1  | 4 | 5  | 12 | -7  |
| 6°   | Polonia      | 0   | 2  | 0 | 0  | 0  | 2 | 2  | 5  | -3  |

Pts.= Puntos; PJ= Partidos jugados; G= Partidos ganados; VP= Victoria por penales; DP= Derrota por penales; P= Partidos perdidos; GF= Goles a favor; GC= Goles en contra; Dif.= Diferencia de gol.
| Florida Cup 2018             |
| ---------------------------- |
| Colombia Campeón (1° título) |